# Slackers
Slackers is een Amerikaanse komische film uit 2002, geregisseerd door Dewey Nicks en met Devon Sawa en Jaime King in de hoofdrollen.

## Verhaal
Dave, Sam en Jeff studeren aan de Holden-universiteit en delen aldaar een studentenkamer. In plaats van te studeren bedenken ze constant allerlei oplichtingsplannen om voor examens te slagen. Zo stelen ze in het begin van de film examenvragen uit de bestelwagen van een koeriersdienst. Dave gebruikt deze om een vals examen af te leggen voor zijn vriend Sam.
Tijdens dat examen papt hij aan met studente Angela en dat is niet naar de zin van medestudent Ethan, die verliefd op haar is. Als Ethan Dave's bedrog ontdekt dreigt hij er dan ook mee ervoor te zorgen dat hij en zijn vrienden van de universiteit gestuurd worden. Alleen is de gestoorde Ethan zelf niet in staat Angela te krijgen en dus chanteert hij Dave om dat voor hem te doen.
De drie vrienden wenden daarop al hun trucs aan om alles over Angela te weten te komen waarop Dave haar verleidt en Ethan aan haar ophemelt. Intussen valt Dave echter zelf voor Angela en na een tijd geeft hij toe aan die gevoelens. Als Ethan hen op een nacht betrapt vertelt hij Angela dat Dave haar in zijn opdracht verleidde waarop Angela Dave niet meer wil zien.
Dave beseft dat Angela zijn droomvrouw is en hij zoekt haar tijdens haar eindexamen in een volle aula op om haar "voor het eerst in zijn leven" de waarheid te vertellen. Als ook Ethan tussenkomt om Dave verder zwart te maken komt uit dat hij in zijn kamer een schrijn aan Angela heeft gewijd en een haarpopje van haar heeft. Hierop komt Dave opnieuw in haar gunst.
Dave, Sam, Jeff en Ethan — de laatste had een van Daves gestolen examens bij zich — worden wel van de universiteit gestuurd. Veel schijnt het hen niet te deren, en Jeff drukt valse diploma's af voor hen drieën.

## Rolbezetting
| Acteur            | Personage        | Opmerkingen                                    |
| ----------------- | ---------------- | ---------------------------------------------- |
| Devon Sawa        | Dave Goodwin     | Protagonist, student                           |
| Jason Segel       | Sam Schechter    | Vriend/kamergenoot van Dave, student           |
| Michael Maronna   | Jeff Davis       | Vriend/kamergenoot van Dave, student           |
| Jason Schwartzman | Ethan Dulles     | Antagonist, student                            |
| Jaime King        | Angela Patton    | Onderwerp van Ethan en Dave's liefde, studente |
| Laura Prepon      | Reanna           | Vriendin/kamergenote van Angela, studente      |
| Don Michaelson    | professor Markoe | Docent die de examens afneemt                  |